# Marta Ruiz de Alda
Marta Ruiz de Alda Parla (Estella, Navarra, 17 de diciembre de 1976) es una arquitecta y política española que milita en Unión del Pueblo Navarro. Desde las elecciones municipales de 2023 en Navarra es alcaldesa de la ciudad de Estella, habiendo sido previamente concejala de la misma.

## Biografía
Marta Ruiz de Alda Parla nació en una familia de la localidad navarra de Estella el 17 de diciembre de 1976.
Se licenció de arquitectura por la Universidad SEK de Segovia (Castilla y León; actual IE Universidad).

### Carrera política
Tras las elecciones municipales de 2019 en Navarra, Navarra Suma, una coalición formada por UPN, el Partido Popular de Navarra y la sección regional de Ciudadanos, llegó a la alcaldía de Estella como la lista más votada. En este gobierno municipal, estuvo presente Marta Ruiz de Alda, en concreto como concejala de Urbanismo.
En 2020, una moción de censura contra el alcalde Gonzalo Fuentes encabezada por Koldo Leoz (EH Bildu) sacó a los coaligados de la alcaldía.

#### Alcaldía
En las elecciones municipales de 2023 en Navarra, Unión del Pueblo Navarro volvió a presentarse en solitario con una lista encabezada por Marta Ruiz de Alda que obtuvo 7 de las 17 concejalías en juego, siendo la lista más votada. En el pleno de investidura, consiguió el apoyo de su propia candidatura más el único concejal obtenido por el PPN, lo que significó el apoyo de 8 de los 17 concejales, pero dado que los 2 concejales del PSN no apoyaron la candidatura de EH Bildu, Ruiz de Alda fue investida alcaldesa de Estella.
Comenzó la legislatura con las fiestas locales a la vuelta de la esquina y preocupaciones como la despoblación del municipio. En septiembre de 2023, los ediles de EH Bildu solicitaron el cese inmediato del jefe de la policía local, nombrado el anterior 5 de julio, por incompatibilidad, al ser administrador de una sociedad con intereses en el municipio. El jefe de policía local era administrador de la sociedad desde 2016 y ya había ejercido como jefe de 2019 a 2020, durante la alcaldía de Gonzalo Fuentes, siendo sustituido por Koldo Leoz sin referencias a la incompatibilidad. El jefe de policía además, había sido protagonista de un suceso durante las fiestas locales al retirar a la edil de EH Bildu Elisabet Ciordia que intentó mostrar una ikurriña desde el balcón consistorial, algo inadmitido en la Ley de Símbolos hasta 2017. Tras el acto de fiestas, se interpusieron denuncias de ambas partes contra la contraria, aunque ninguno de los juicios llegó a conclusión. Finalmente el 15 de septiembre de 2023, el hasta entonces jefe de policía de Estella entró en concurso de ascenso a Policía Foral, por lo que fue sustituido en el cargo dentro de la policía municipal.
En 2024, los presupuestos municipales fueron aprobados con varias enmiendas del PSN, en una negociación tensa marcada por la moción de censura del grupo de éstos a UPN en el ayuntamiento de Pamplona, la capital de Navarra. También se aprobó el comienzo de obras en abril del nuevo centro de mayores de la localidad, con el visto bueno del Gobierno de Navarra. En abril, el único concejal de CN-ZN dimitió por «motivos personales» tras dar positivo en un control rutinario de la policía local. Fue sustituido por el segundo en la lista de CN-ZN. En junio el equipo de gobierno municipal recibió quejas de todos los grupos de la oposición a razón de que no les estaba llegando correctamente las informaciones necesarias para los plenos, lo que dificultaba sus labores.
En el verano de 2024, en el contexto de las fiestas locales, en las cuales el ayuntamiento decidió reubicar las txoznas, se difundió una canción llamada «Beef D' Alda» del grupo Raimundo el Canastero, formado por jóvenes de la localidad, en el que parte de su letra decía perra amargada, mátala, deshazte de ella en referencia a la alcaldesa en una letra que también llamaba a «quemar el Ayuntamiento». La respuesta del consistorio fue convocar un pleno extraordinario para condenar el tema, condena que salió adelante con votos de UPN, PPN y PSN con la abstención de EH Bildu, GBai y CN-ZN. El grupo por su parte emitió un comunicado en el que defendía su «tono cómico e irónico». La alcaldesa interpuso además una denuncia en los juzgados por el machismo y las amenazas de muerte de la canción. UPN se sumó más tarde añadiendo un delito de odio. En octubre de 2024 la Audiencia catalogó el sumario de delito leve, excluyendo el delito de odio pretendido por UPN por presentar ser un escrito extemporáneo en el proceso. En las mismas fiestas, durante la tradicional «Bajadica del Puy», cientos de personas boicotearon el acto al impedir el paso a la corporación municipal con carteles quejándose de la ubicación de las txoznas. El boicot fue condenado por UPN, PPN y PSN. Durante el acto, policía local denunció a 27 participantes del mismo.
El 14 de marzo de 2025 recibió en el Senado, la medalla a la dignidad de la Asociación Víctimas del Terrorismo tras la propuesta de la propia asociación por los sucesos de las fiestas del año anterior. Durante las fiestas del Puy de 2025 (23-25 de mayo), ocurrió un altercado entre la alcaldesa y un joven de la localidad en la noche del 24 de mayo. Según la versión de la alcaldesa, se encontraba en el exterior del Bar Pigor junto a unos amigos cuando un joven se acercó mientras profería insultos. Al acercarse, un acompañante de la alcaldesa al ver el encontronazo después de que el joven llegó a donde estaba la alcaldesa, lo quiso apartar y este le propinó un puñetazo que requirío de puntos de sutura, por lo que interpuso denuncia contra él, al igual que la alcaldesa que le denunció por porferir insultos como hija de puta, puta mentirosa, sinvergüenza, impresentable.... Según la versión del joven, uno de los 27 denunciados en la Bajadica del Puy, se encontraba con un amigo en el exterior del bar cuando estalló una discusión con la alcaldesa, la cual le propinó un bofetón y después dos personas se abalanzaron contra él, motivo por el cual propinó un puñetazo a uno de ellos, pero que en todo caso «fueron agresiones mutuas».
A finales de mayo de 2025, la alcaldesa debió tomar una baja médica propiciada por el acoso que lleva sufriendo desde los altercados de las fiestas de 2023, agravado por el reciente suceso en las fiestas del Puy. La alcaldía fue asumida en funciones por la edil Ana Duarte, también de UPN. En las fiestas de 2025, simpatizantes de la izquierda abertzale boicotearon por segundo año consecutivo la «Bajadica del Puy», después de que en un pleno de junio, presidido por Duarte, las formaciones de Geroa Bai, EH Bildu y Contigo-Zurekin evitasen sumarse a las mociones sobre convivencia de UPN en referencia al boicot de 2024 y tampoco hicieran mención a los sucesos del 24 de mayo. En los días previos, también circuló nuevamente por los grupos de WhatsApp de la gente de la localidad la canción de Raimundo el Canastero. El día del evento, 1 de agosto de 2025, nuevamente un nutrido grupo de simpatizantes de la izquierda abertzale taponaban la vía de la «Bajadica del Puy» aunque a diferencia de 2024, donde tenían un tono de manifestación, en 2025 demostraron un tono festivo. Los cuerpos de seguridad recomendaron a la corporación municipal bajar en coches, pasando los concejales de la oposición, cinco de Bildu, 2 de Geroa Bai, 1 del PSN y 1 de CN-ZN a píe mientras que el concejal del PP, los 6 concejales de UPN más la alcaldesa Ruiz de Alda bajaron en coches para evitar situaciones de confrontación.

### Vida personal
Marta Ruiz de Alda está casada y tiene dos hijos, un niño y una niña.

## Reconocimientos
- «Cruz de la Dignidad» de la Asociación Víctimas del Terrorismo. 14 de marzo de 2025.[29]